# Eosentomon pseudoyosemitense
Eosentomon pseudoyosemitense är en urinsektsart som beskrevs av Copeland och White 1978. Eosentomon pseudoyosemitense ingår i släktet Eosentomon och familjen trakétrevfotingar. Inga underarter finns listade i Catalogue of Life.